# FC 페트르잘카
FC 페트르잘카(FC Petržalka)는 슬로바키아의 축구 클럽으로 수도인 브라티슬라바의 행정구의 하나인 페트르잘카를 연고지로 하고 있다.
페트르잘카는 1995-96시즌에 수페르리가로 승격한 뒤에 현재까지 수페르리가에서 플레이하고 있는 팀이다. 페트르잘카는 2007-08시즌까지 유럽대회에 총 여섯번 진출하였는데, 최초의 유럽대회는 2001년의 UEFA 인터토토컵이었고, 챔피언스리그는 2005-06시즌에 나갔었다. 이 때에 페트르잘카는 유럽 대회 최고 성적이라는 챔피언스리그 32강을 기록하지만, 3위로 16강 토너먼트에 올라가지 못하고 UEFA컵 32강전으로 가게 되었다. 그리고 UEFA컵은 2003-04시즌부터 챔피언스리그에서 넘어온 2005-06시즌을 포함하여 2007-08시즌까지 계속 꾸준히 나갔으나 2005-06시즌의 32강을 제외하고는 좋은 성적을 거두진 못하였다.

## 역대 성적

#### 슬로바키아 국내 대회
- 슬로바키아 수페르리가

우승 (1회) : 2004-05
준우승 (3회) : 2002-03, 2005-06, 2006-07
- 슬로바키아 컵

우승 (2회) : 2004, 2008
준우승 (2회) : 2005, 2009
- 슬로바키아 슈퍼컵

우승 (1회) : 2005

#### 유럽대회
- UEFA 챔피언스리그 최고성적 - 조별리그(32강) (2005-06)

## 역사
- 1898년 - 포조니 토르나 에지에슐레 (Pozsonyi Torna Egyesület)로 창단
- 1953년 - 코보스몰트 브라티슬라바 (Kovosmalt Bratislava)로 명칭변경
- 1956년 - 스파르타크 코보스몰트 브라티슬라바 (Spartak Kovosmalt Bratislava)로 명칭 변경
- 1963년 - TJ 포바즈케 스트로야르네 브라티슬라바 (TJ Považské Strojárne Bratislava)로 명칭 변경
- 1965년 - 스파르타크 스클라스케 스트로예 브라티슬라바 (Spartak Sklárske stroje Bratislava)로 명칭 변경
- 1974년 - TJ SKS 브라티슬라바 (TJ SKS Bratislava)로 명칭 변경
- 1976년 - TJ ZTS 페트르잘카 (TJ ZTS Petržalka)로 명칭 변경
- 1986년 - TJ 인터내셔날 슬로브나프트 브라티슬라바(TJ Internacionál Slovnaft Bratislava)와 합병하여 TJ 인터내셔날 슬로브나프트 ZTS 브라티슬라바 (TJ Internacionál Slovnaft ZŤS Bratislava)로 창단. 그러나 1990년에 다시 분리됨
- 1990년 - 분리되면서 TJ ZTS 페트르잘카 (TJ ZTS Petržalka)로 명칭 변경
- 1990년 - 1. FC 하이드로니카 페트르잘카 (1. FC Hydronika Petržalka)로 명칭 변경
- 1991년 - 1. FC 페트르잘카 (1. FC Petržalka)로 명칭 변경
- 1993년 - FK 아르트메디아 페트르잘카 (FK Artmedia Petržalka)로 명칭 변경
- 2005년 - FC 아르트메디아 브라티슬라바 (FC Artmedia Bratislava)로 명칭 변경
- 2007년 - FC 아르트메디아 페트르잘카 (FC Artmedia Petržalka)로 명칭 변경
- 2009년 - MFK 페트르잘카 (Miestny futbalový klub Petžalka)로 명칭 변경
- 2010년 - FC 페트르잘카 1898 (FC Petržalka 1898)로 명칭 변경

## 선수 명단

### 현역
- 오가가 오두코
- 아르노 코난
- 하리스 하르바(2021 ~ )
- 니키타 켈렘베트
- 파벨 할로우스카(2023 ~ )
- 호아킨 안토니오 로자스 산타마리아
- 디노 쉬페하르(2024 ~ )

## 역대 감독
| 감독            | 임기        |
| --------------- | ----------- |
| 요제프 아다메츠 | 2005 ~ 2006 |
| 류보미르 루호비 | 2012        |